# París-Tours 2010
La París-Tours 2010 fou la 104a edició de la París-Tours. La cursa es disputà el diumenge 10 d'octubre de 2010 sobre un recorregut de 233 km i s'emmarcava dins el calendari de l'UCI Europa Tour 2010.
El vencedor final fou l'espanyol Óscar Freire (Rabobank ProTeam), que s'imposà a l'esprint a Angelo Furlan (Lampre-Farnese Vini) i Gert Steegmans (Team RadioShack).

## Equips participants
A la París-Tours, en tant que prova amb categoria 1.HC de l'UCI Europa Tour que es disputa a França, els organitzadors poden convidar els equips ProTour amb un límit del 80% dels equips participants, els equips continentals professionals, els equips continentals francesos i un equip nacional francès. En total són 25 els equips participants:
- 15 equips ProTour : AG2R La Mondiale, Caisse d'Epargne, FDJ, Garmin-Transitions, Team Katusha, Lampre-Farnese Vini, Liquigas-Doimo, Omega Pharma-Lotto, Quick Step, Rabobank ProTeam, Team Sky, Team HTC-Columbia, Team Milram, Team RadioShack, Team Saxo Bank
- 7 equips continentals professionals: BBox Bouygues Telecom, BMC Racing Team, Cofidis, Saur-Sojasun, Skil-Shimano, Topsport Vlaanderen-Mercator, Vacansoleil
- 3 equips continentals: BigMat-Auber 93, Bretagne-Schuller, Roubaix Lille Métropole

## Classificació final
|    | Ciclista           | Equip                        | Temps      |
| -- | ------------------ | ---------------------------- | ---------- |
| 1  | Oscar Freire       | Rabobank                     | 4h 52' 54" |
| 2  | Angelo Furlan      | Lampre-Farnese Vini          | m.t        |
| 3  | Gert Steegmans     | Team RadioShack              | m.t        |
| 4  | Klaas Lodewyck     | Topsport Vlaanderen-Mercator | m.t        |
| 5  | Yukiya Arashiro    | BBox Bouygues Telecom        | m.t        |
| 6  | Romain Feillu      | Vacansoleil                  | m.t        |
| 7  | Yoann Offredo      | FDJ                          | m.t        |
| 8  | Wouter Weylandt    | Quick Step                   | m.t        |
| 9  | Bernhard Eisel     | Team HTC-Columbia            | m.t        |
| 10 | Sébastien Chavanel | FDJ                          | m.t        |